# Anticorsisme

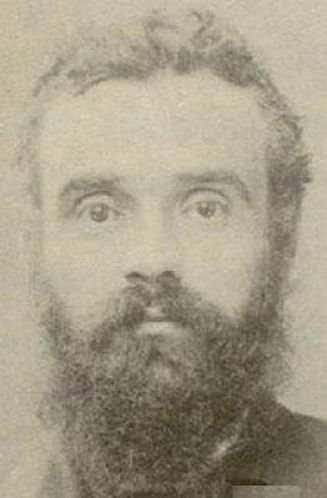
Georges Darien, qui a qualifié les Corses de « race immonde ».

 (septembre 2023).
 (octobre 2023).
Motif : L'article manque de sources secondaires notoires récentes (hors presses écrites) et nécessite une reprise dans un style encyclopédique. Éviter également les hors-sujets. Se reporter aux commentaires pour des pistes de modification.
 (octobre 2023).
Si vous disposez d'ouvrages ou d'articles de référence ou si vous connaissez des sites web de qualité traitant du thème abordé ici, merci de compléter l'article en donnant les références utiles à sa vérifiabilité et en les liant à la section « Notes et références ».
En pratique : Quelles sources sont attendues ? Comment ajouter mes sources ?
L'anticorsisme ou le racisme anticorse est l'hostilité, le rejet et la haine envers la Corse, la culture corse ou l'ethnie des Corses.

## Préjugés sur la Corse et les Corses
Les Corses sont sujets à de nombreux préjugés dû à certains faits divers marquant l'histoire récente de la Corse.
- Les Corses n'aiment pas les touristes[1].
- Les Corses sont racistes[1],[2].
- Les Corses sont mafieux[1].
- Les Corses sont fénéants[1].
- Les Corses sont des terroristes[1].

## Histoire

### République de Gènes
Sous la domination génoise de l'île, la population corse est opprimée par la domination génoise. Les Corses sont notamment surtaxés, méprisés et la plupart sont expulsés de forces de certaines grandes villes, notamment Bonifacio et Calvi.
Au début de l'année 1700, les Corses n'ont plus le droit de servir dans les armées, subissent des pressions fiscales exorbitantes et le pouvoir est concentré aux mains des Génois qui provoquent volontairement un sous-développement et la pauvreté.
Les multiples pressions fiscales, les interdictions multiples subies et les atteintes répétées aux droits des Corses provoqueront une jacquerie en 1729, qui se transformera en révolution et en guerre d'indépendance, provoquant ainsi la guerre d'indépendance corse.

### France
En France, bien avant l'annexion de la Corse par la France, des descriptions dévalorisent la population corse, d'après Pierre Davity, les Corses ne sont guère civilisés pour la plupart et il n'y a pas en eux cette politesse que l'on voit chez les Italiens. Ils seraient décrits comme «extrêmement cruels» toutefois Davity note qu'ils seraient de courageux soldats.
Après la conquête française de la Corse, les forces royalistes françaises commettent des exactions contre les populations soupçonnées de soutenir la rébellion contre les nouvelles autorités.
L'écrivain Victor Hugo a notamment écrit : « Chaque État a son esclave, chaque royaume traîne son boulet. La Turquie a la Grèce, la Russie la Pologne, l'Angleterre l'Irlande et la France a la Corse. À côté de chaque peuple maître, un peuple d'esclaves. Édifice mal bâti : moitié marbre, moitié plâtras. »
Par la suite, de nombreuses figures de la gauche républicaine visent les Corses, demandant leur marginalisation, leur expulsion, voire les décrivent comme des assassins et des mercenaires.
En 1871, Henri Rochefort propose la restitution de la Corse à l'Italie pour un franc symbolique. La même année, le docteur Peyrusseau présente à l’Assemblée nationale une pétition qui demande « avec urgence la séparation de la Corse d’avec la France et l’exclusion immédiate des députés corses de ses séances, sans préjudice, au besoin, de leur expulsion du territoire français. »
Jules Vallès n'hésite pas à écrire : « La vérité qu’il faut dire, c’est que la Corse n’a jamais été et ne sera jamais française. Voilà cent ans que la France traîne à son pied ce boulet, nous l’en voyons estropiée et meurtrie. Le Corse est naturellement mouchard et assassin.»
L'écrivain anarchiste Georges Darien écrira également : « L’homme est annihilé et remplacé par la bête fauve. Les neuf dixièmes sont des Corses… Malgré leur zèle, ils étaient obligés de constater que rien ne manquait. Ils avaient envie d’en pleurer, les Corses surtout, cette race immonde qui n’a jamais su choisir qu’entre le couteau du bandit et le sabre du garde-chiourme. »
Charles Delescluze demandera également l’épuration de l’administration « de tout ce qui porte un nom corse ».
En 1890, Louis Noir écrit, dans l’Intransigeant : « La Corse est la vraie patrie des assassins gagés… Le Corse n’a pas l’horreur du meurtre : avide d’argent, il tuera volontiers pour de l’argent ; au lieu d’être le soldat d’un gouvernement, il sera le soldat de quelqu’un, il est mercenaire et sert qui le paie.»
En 1890, le voyage du Président Sadi Carnot en Corse est relaté dans Le petit journal tiré à plus d'un million d'exemplaire, par un article intitulé : « Le Président chez les sauvages. »
Au XXIe siècle, certains dénoncent l'utilisation du terme racisme anticorse comme phénomène victimaire.
L'animateur de télévision Laurent Ruquier a fait plusieurs fois polémiques pour ses blagues hostiles envers les Corses. En 2001, il a déclaré « Discrètement, Jospin s'est offert un petit plaisir en virant Zuccarelli : faire sauter un Corse sans qu'on entende le bruit de l'explosion. » Il a notamment déclaré en 2011 « En Corse, il y a des élus, des élus battus et des élus abattus. On est passé des préfets aux maires. Pour les suppressions de poste sur l'île de Beauté, on ne fait pas mieux. »
Le ministre de l'intérieur Manuel Valls a déclaré en 2013 que « La violence est enracinée dans la culture corse » à la suite de l’assassinat du président du PNRC, Jean-Luc Chiappini et a demandé aux Corses de soutenir la justice française. Les propos ont été épinglés et ont indigné plusieurs Corses dont une auditrice l’a interrogé sur ses propos tenus : « Je voulais vous dire que je suis corse, je travaille pour la Corse et pour moi la violence ne fait pas du tout partie de ma culture. Je crois que la violence aujourd’hui en Corse fait partie d’éléments d’un contexte politique et économique qu’on a du mal à maîtriser. Mais c’est un peu désespérant d’entendre que cela fait partie de notre culture. C’est comme si finalement on ne pouvait rien y faire. » De nombreux Français ont désapprouvé les propos de Manuel Valls.
Sur les réseaux sociaux français, les Corses sont l'un des groupes les plus stéréotypés et sujets à hostilité. Il y a également eu une maladresse de l'Agence France-Presse à la suite d'une affaire de racisme en parlant directement de la Corse avant de mentionner que l'affaire se déroule dans toute la France. Des propos sur les réseaux sociaux font également état d'appels à « impérativement se débarrasser de cette île », qualifiant la population corse de « consanguins » ou d'autres comme « Les seuls qui travaillent chez vous ce sont les pompes funèbres car vous vous tirez dessus comme des débiles. » Les Corses sont également souvent dépeints comme des racistes, voire comme des sous-développés ou encore comme des personnes aillant une violence congénitale.
En 2023, l'agression d'un père de famille et de son fils de huit ans malade du cancer, supporters de l'Olympique de Marseille par des supporters de l'AC Ajaccio mène à une augmentation de l'hostilité contre les Corses.